# Айх
Айх (нем. Aich) — река в Германии, протекает по земле Баден-Вюртемберг, речной индекс 23818. Общая длина реки 29,7 км. Высота истока 431 м. Высота устья 268 м.
Река Айх берёт начало в черте города Хольцгерлинген. Течёт на восток мимо коммуны Шёнайх, через города Вальденбух и Айхталь. Через долину реки перекинут мост Айхтальбрюке федеральной автодороги B 27. Река Айх впадает в Неккар в районе города Нюртинген.